# Schizophrys aspera
Schizophrys aspera är en kräftdjursart som först beskrevs av H. Milne Edwards 1834.  Schizophrys aspera ingår i släktet Schizophrys och familjen maskeringskrabbor. Inga underarter finns listade i Catalogue of Life.